# 隆線擬姥魚
隆線擬姥魚（學名：Aspasmogaster costata）為輻鰭魚綱喉盤魚目喉盤魚科的其中一種，該物種於1885年由詹姆斯·道格拉斯·奧吉爾比描述，其模式產地為新南威爾斯州傑克遜港附近的鯊魚礁，分布於西南太平洋區澳洲新南威爾斯至西港（Western Port），包括豪勳爵島海域，本魚體延長，頭較大，吻尖，體前部平扁，後部側扁，無鱗片，體粉紅色，全身佈滿不規則的深色條紋，腹鰭連成一個吸盤，體長可達5公分，屬底棲性魚類，棲息於潮間帶岩石隱蔽處，生活習性不明。

## 擴展閱讀
維基物種上的相關：隆線擬姥魚